# Улан (Карасайський район)
Ула́н (каз. Ұлан) — село у складі Карасайського району Алматинської області Казахстану. Входить до складу Жамбильського сільського округу.
У радянські часи село називалось Стаханово.
Населення — 3503 особи (2021; 1555 у 2009, 1088 у 1999, 969 у 1989).